# Lysa Hora
Lysa Hora (in ucraino Лиса Гора, Lysa Gora), letteralmente "Monte Indistinto", "Monte Sterile" o "Monte Calvo") è una grande collina dell'Ucraina nei pressi della capitale Kiev, vicino alla confluenza dei fiumi Dnipro e Lybid. La collina è oggi una riserva naturale inclusa nel museo Kiev Fortress.
Il monte prende presumibilmente il suo nome dal fatto che la sua parte superiore è priva di alberi. La zona si trova nel distretto di Holosiïv di Kiev.

## Leggenda
Secondo la leggenda a cui deve gran parte della sua fama, il Lysa Hora è il celebre Monte Calvo, un luogo tradizionalmente dedicato al raduno delle streghe. Questa affermazione si ritrova in particolare in alcuni racconti tradizionali del folklore ucraino raccolti da Nikolaj Gogol'.

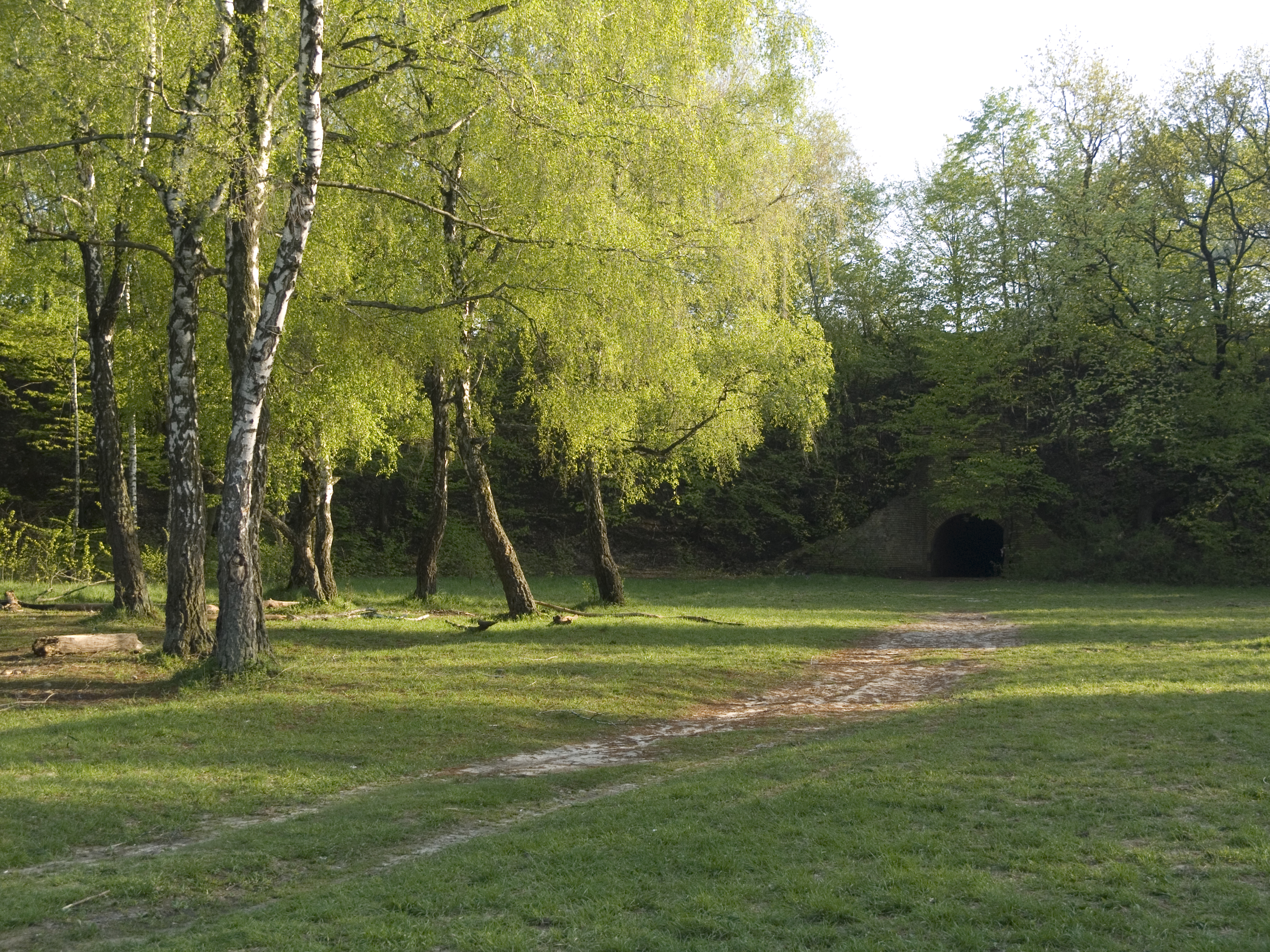
Immagine primaverile del Lysa Hora